# 左翼团结 (欧洲议会党团)
左翼团结（英語：Left Unity）是过去的一个欧洲议会共产主义党团。该党团成立于1989年7月25日，分裂自共产党人和盟友党团。该党团包括来自于法国共产党、希腊共产党、葡萄牙共产党和爱尔兰工人党的欧洲议会议员组成。这些政党普遍对欧洲共产主义持反对态度，并曾深受莫斯科方面影响。在1994年欧洲议会选举后，该党团于1994年7月19日改组为欧洲联合左翼联盟党团。